# Głotowo (obwód biełgorodzki)
Głotowo (ros. Глотово) – wieś (ros. село, trb. sieło) w Rosji, w obwodzie biełgorodzkim, w rejonie grajworońskim. Wchodzi w skład osiedla wiejskiego Gora-Podolskoje.

## Geografia
Miejscowość jest położona na południowy zachód od miasta Grajworon, niedaleko granicy z Ukrainą.

## Demografia
W 2010 roku wieś zamieszkiwały 654 osoby.